# تپه خرمنجاه سمنگان سفلی
تپه خرمنجاه سمنگان سفلی مربوط به دوره اشکانیان - دوره ساسانیان است و در شهرستان صحنه، بخش مرکزی، روستای سمنگان سفلی واقع شده و این اثر در تاریخ ۱۸ خرداد ۱۳۸۴ با شمارهٔ ثبت ۱۱۸۴۹ به‌عنوان یکی از آثار ملی ایران به ثبت رسیده است.